# Michele Maffei
Michele Maffei (* 11. November 1946 in Rom) ist ein ehemaliger italienischer Säbelfechter.

## Erfolge
Michele Maffei wurde 1971 in Wien in der Einzelkonkurrenz Weltmeister. 1978 in Hamburg und 1981 in Clermont-Ferrand gewann er zudem Bronze. Mit der Mannschaft wurde er 1974 in Grenoble sowie 1982 in Rom Vizeweltmeister und sicherte sich darüber hinaus zwischen 1971 und 1983 vier weitere Bronzemedaillen. Viermal nahm er an Olympischen Spielen teil: 1968 erreichte er in Mexiko-Stadt mit der italienischen Equipe das Finale gegen die Sowjetunion, die sich mit 9:7 durchsetzte. Somit erhielt Maffei gemeinsam mit Wladimiro Calarese, Pierluigi Chicca, Rolando Rigoli und Cesare Salvadori die Silbermedaille. Mit der Florett-Mannschaft belegte er den siebten Platz. Vier Jahre später kam es zur Neuauflage des Gefechts um die Goldmedaille gegen die Sowjetunion, bei der dieses Mal Italien mit 9:5 die Oberhand behielt. Neben Maffei wurden Mario Aldo Montano, Mario Tullio Montano, Rolando Rigoli und Cesare Salvadori Olympiasieger. Auch im Einzel zog er in die Finalrunde ein, in der er als Vierter knapp einen weiteren Medaillengewinn verpasste. Bei den Olympischen Spielen 1976 belegte er in Montreal im Einzel den sechsten Rang, während er mit der Mannschaft ungeschlagen das Finale erreichte. In diesem setzte sich wiederum die Sowjetunion mit 9:4 durch, sodass Maffei gemeinsam mit Angelo Arcidiacono, Mario Aldo Montano, Mario Tullio Montano und Tommaso Montano eine weitere die Silbermedaille erhielt. 1980 zog er mit der Mannschaft in Moskau zum vierten Mal in Folge ins Finale ein, in dem wie schon bei den drei Olympiaden zuvor die sowjetische Mannschaft der Gegner war. Mit 2:9 verlor die italienische Mannschaft um Maffei, Ferdinando Meglio, Mario Aldo Montano, Marco Romano und Giovanni Scalzo das Gefecht, sodass Maffei seine dritte olympische Silbermedaille gewann. Die Einzelkonkurrenz schloss er erneut auf dem sechsten Rang ab.